# RAK Airways
RAK Airways er det nationale flyselskab fra emiratet Ras al-Khaimah i de Forenede Arabiske Emirater. Selskabet er ejet af staten, og har hub og hovedkontor på Ras Al Khaimah International Airport, 18 km nord for emiratets hovedstad Ras al-Khaimah. RAK Airways blev etableret i 2006 og startede flyvningerne året efter.
Selskabet fløj i februar 2012 passager- og charterflyvninger til 10 destinationer i 9 lande fra Ras al-Khaimah. Flyflåden bestod af 4 fly med en gennemsnitsalder på over 6 år. Heraf var der 2 eksemplarer af Airbus A320-200, ét Embraer 190, samt ét eksemplar af Boeing 757-200 som det største fly i flåden.